# Dokumentations- und Lernort Bückeberg

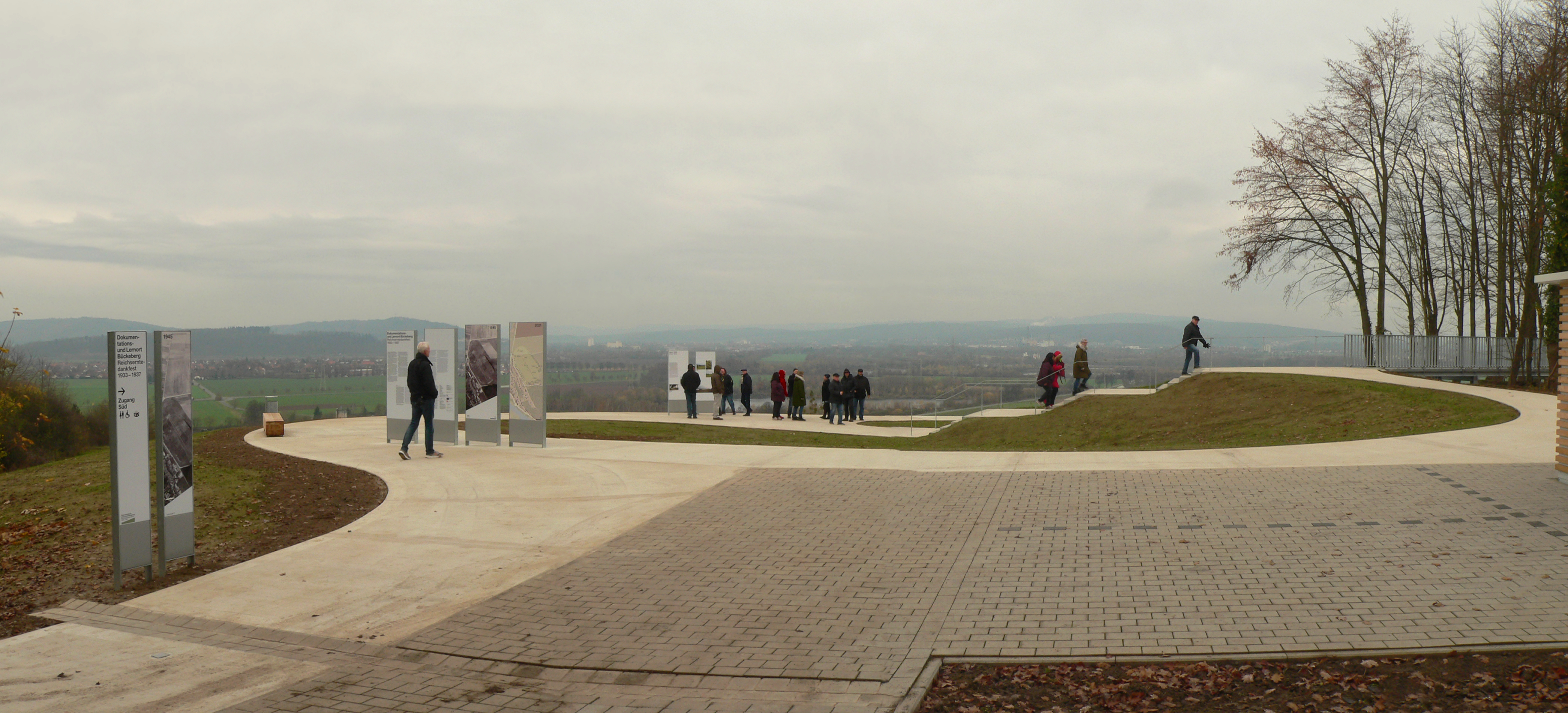
Zugang Süd zum Dokumentations- und Lernort Bückeberg

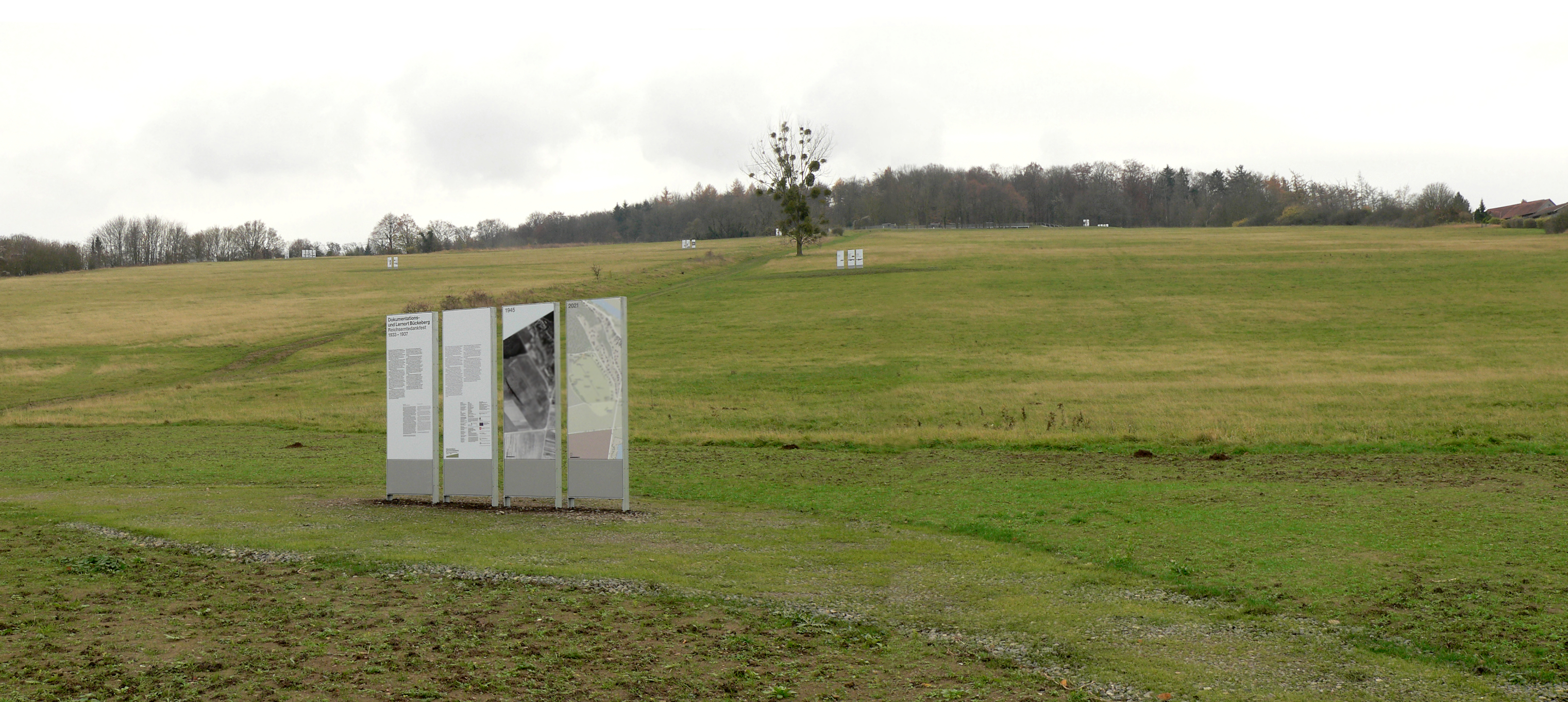
Zugang Nord zum Gelände

Der Dokumentations- und Lernort Bückeberg ist ein Gedenk- und Lernort auf dem Reichserntedankfestgelände in Niedersachsen. Auf dem etwa 18 Hektar großen Areal, das am Hang des Bückeberges südlich von Hameln und oberhalb des Emmerthaler Ortsteils Hagenohsen liegt, fand von 1933 bis 1937 jährlich das Reichserntedankfest statt. Träger der Einrichtung ist die „Dokumentations- und Lernort Bückeberg gemeinnützige GmbH“. Die Eröffnung des seit 2016 geplanten Gedenk- und Lernortes erfolgte 2022.

## Beschreibung
Träger des Dokumentations- und Lernortes ist die 2018 gegründete „Dokumentations- und Lernort Bückeberg gemeinnützige GmbH“, als deren Geschäftsführer der Hamelner Historiker Alexander Remmel berufen wurde, dem 2024 der Historiker Jan Waitzmann folgte.
Der Dokumentations- und Lernort ist ein „historisch-topografisches Informationssystem“ mit einem rund 1,3 Kilometer langen Wegesystem über das frühere Gelände der Reichserntedankfeste. Es handelt sich um ein niederschwelliges Angebot ohne Gebäude und größere Bodenbewegungen, bei dem gemähte Graswege über das Gelände zu sechs Inseln mit Informationstafeln führen. Am Standort der früheren Rednertribüne im unteren Geländebereich auf einem heutigen Feld wurde eine Gehölzpflanzung vorgenommen, die den Standort der einstigen Rednertribüne erkennbar macht. Im entgegengesetzten oberen Geländebereich wurde über die noch vorhandenen Betonfundamente der damaligen Ehrentribüne ein begehbarer Steg errichtet.
Eine ständige Ausstellung über die Hintergründe der Reichserntedankfeste ist im fünf Kilometer entfernten Museum für Landtechnik und Landarbeit in Börry geplant, wo ein Gebäude für rund 400.000 Euro umgebaut werden soll.
Das Ziel des Dokumentations- und Lernortes besteht darin, die Propagandamechanismen des NS-Regimes aufzuzeigen. Der Ort zeigt, wie Menschen zu Unterstützern eines Unrechtsregimes werden konnten. Die rekonstruktionsfreie Ausgestaltung des Geländes dient der Sichtbarmachung der gigantischen Ausmaße der Reichserntedankfeste.

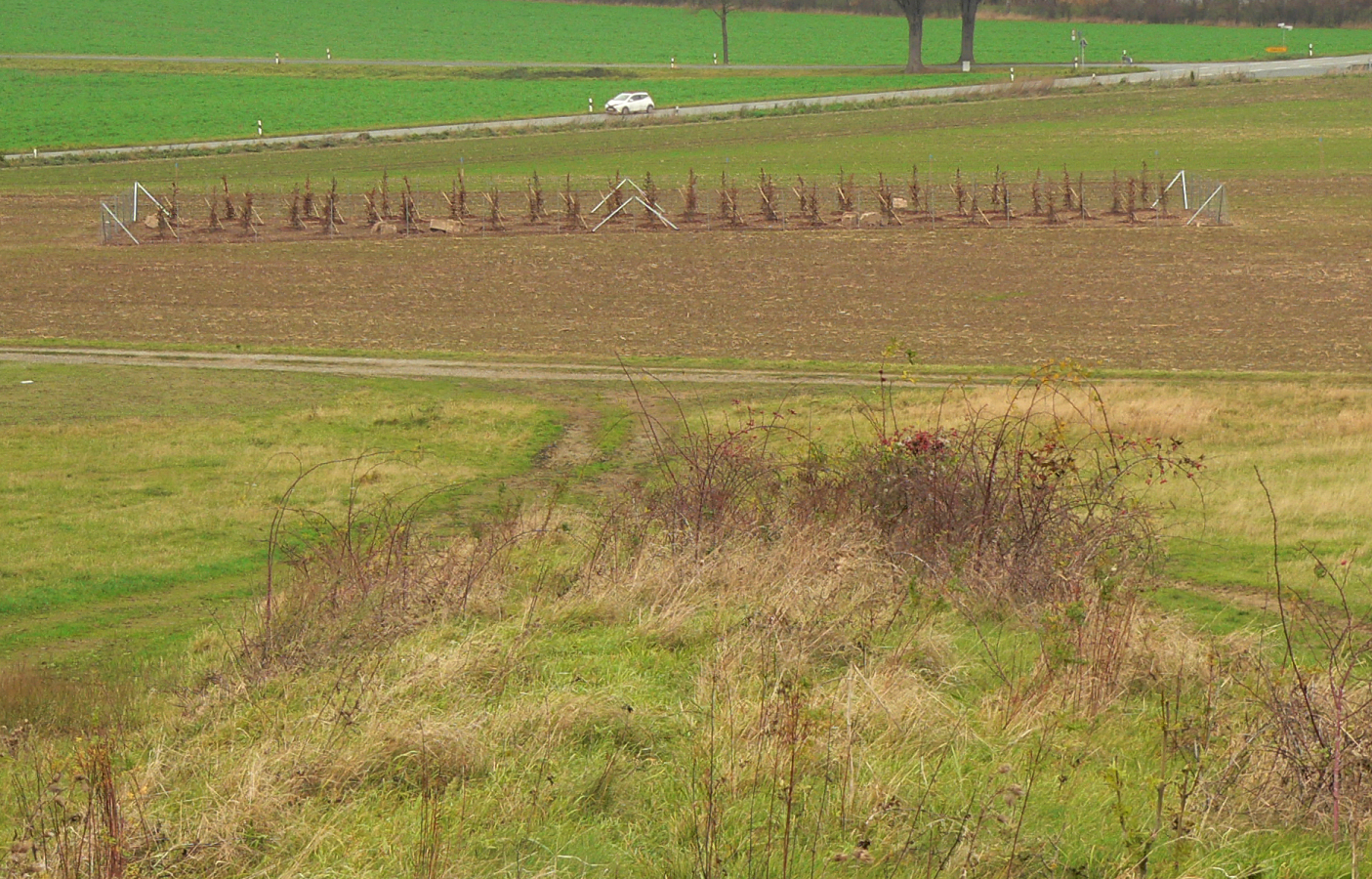
Gehölzpflanzung  am früheren Standort der Rednertribüne, im Vordergrund der darauf zuführende und als „Führerweg“ bezeichnete Mittelweg
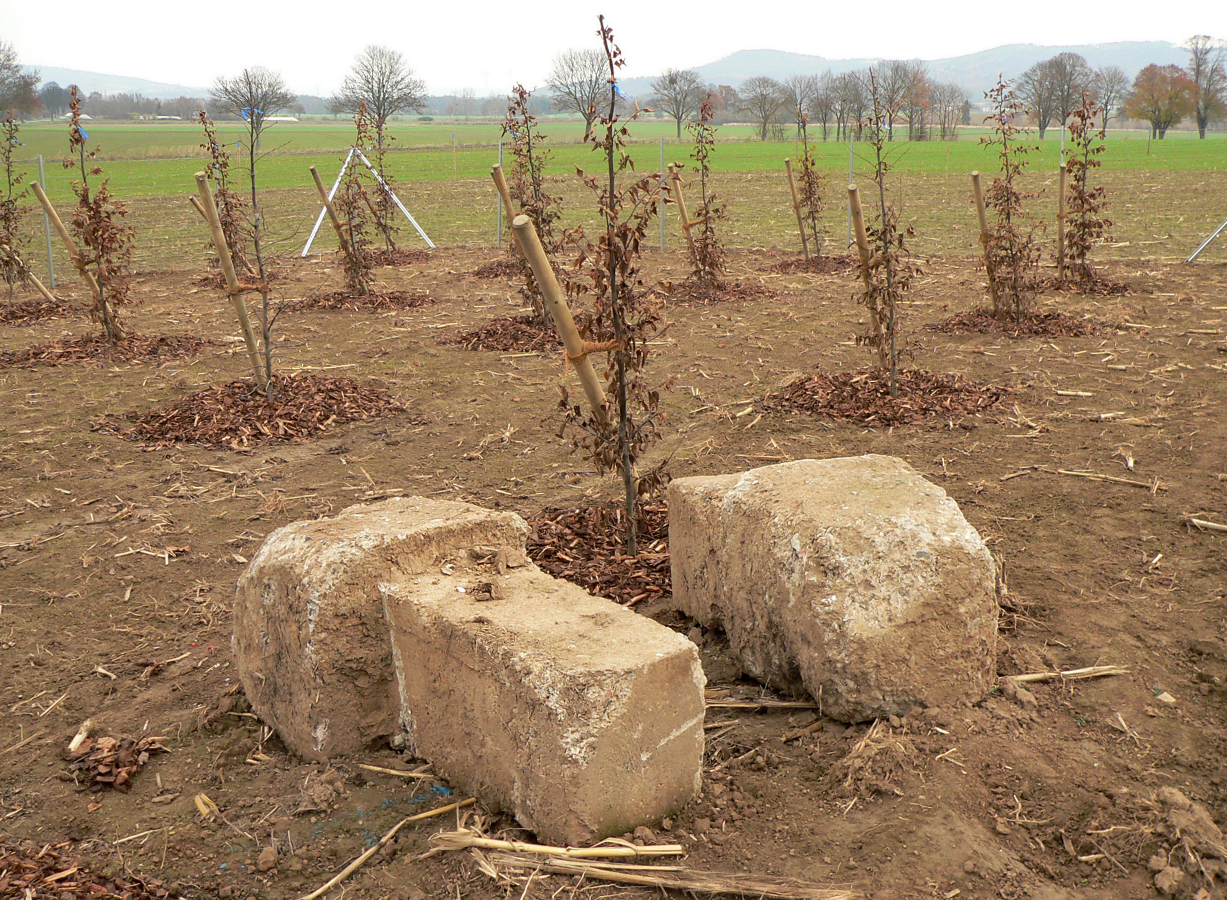
Steinerne Fundamentblöcke der Rednertribüne in der Gehölzpflanzung
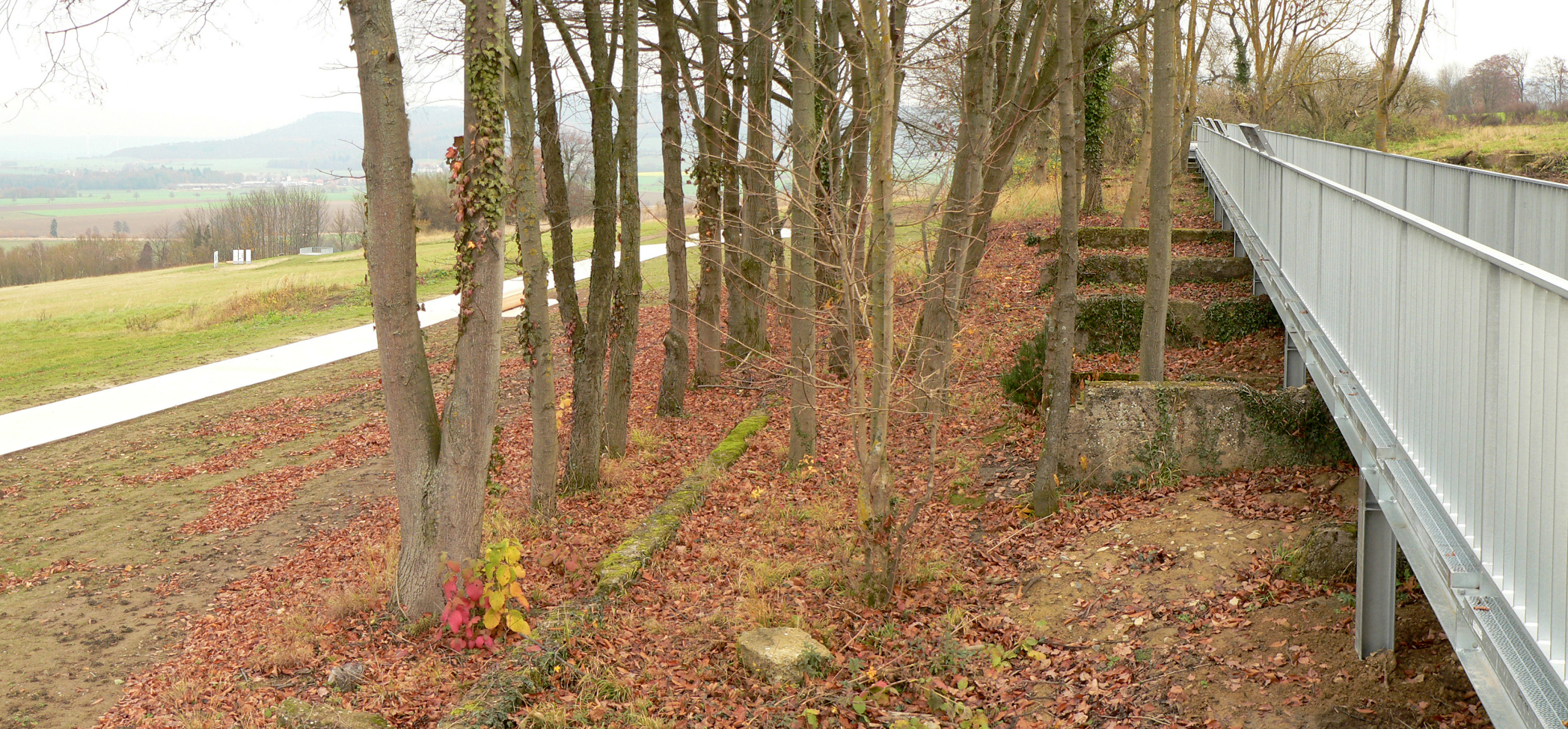
Der auf den Betonfundamenten der Ehrentribüne neu errichtete Besuchersteg
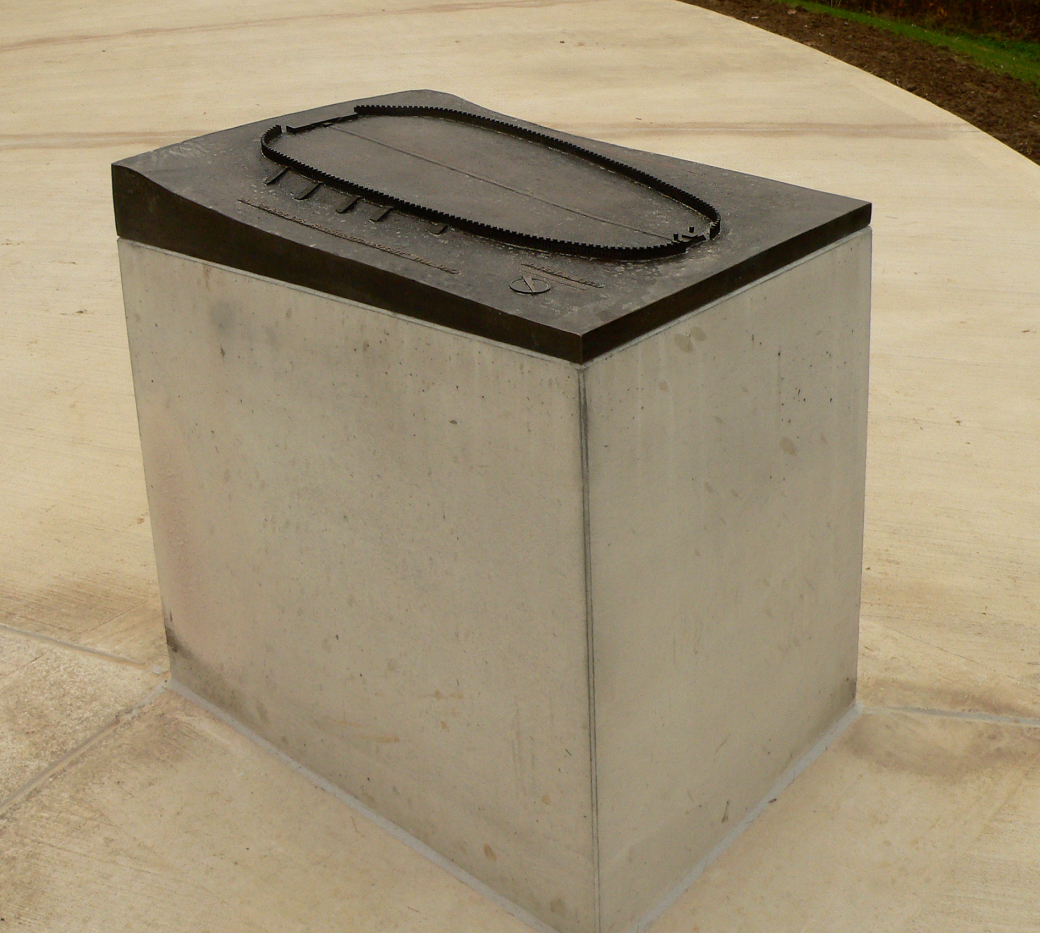
Tastmodell des früheren Festplatzes
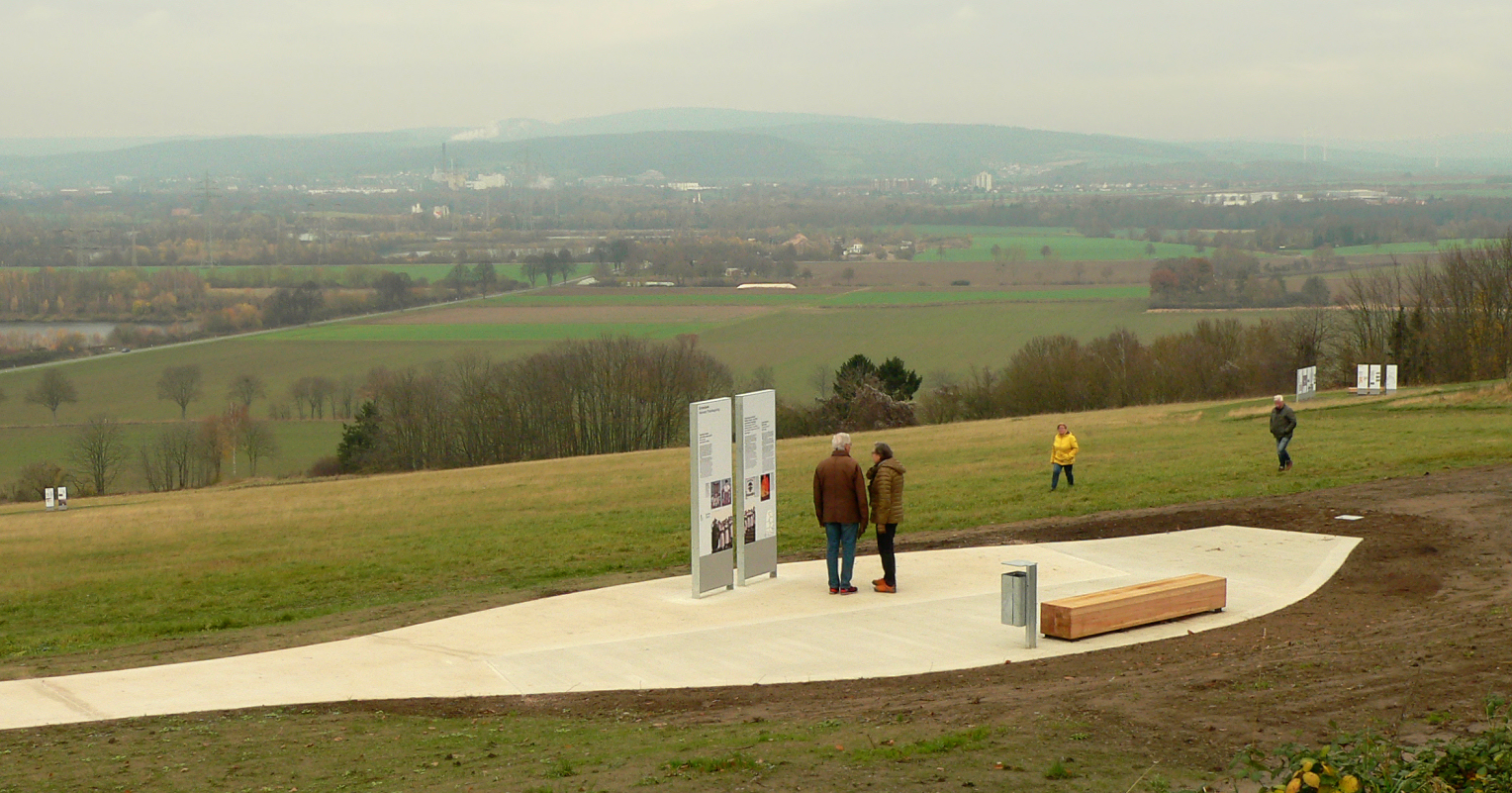
Eine der sechs Informationsinseln
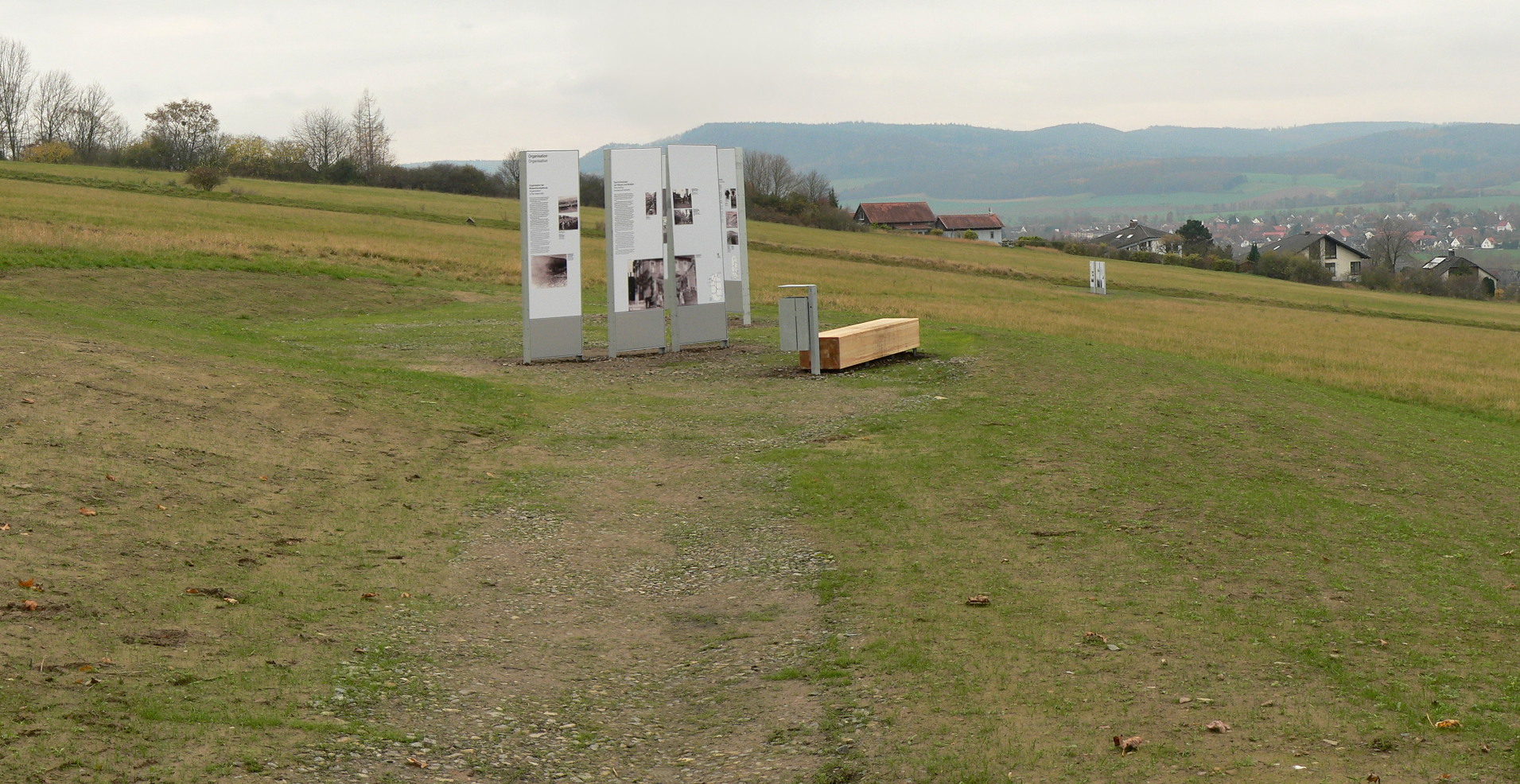
Informationsinsel mit dem gut erkennbaren Gefälle des früheren Festplatzes
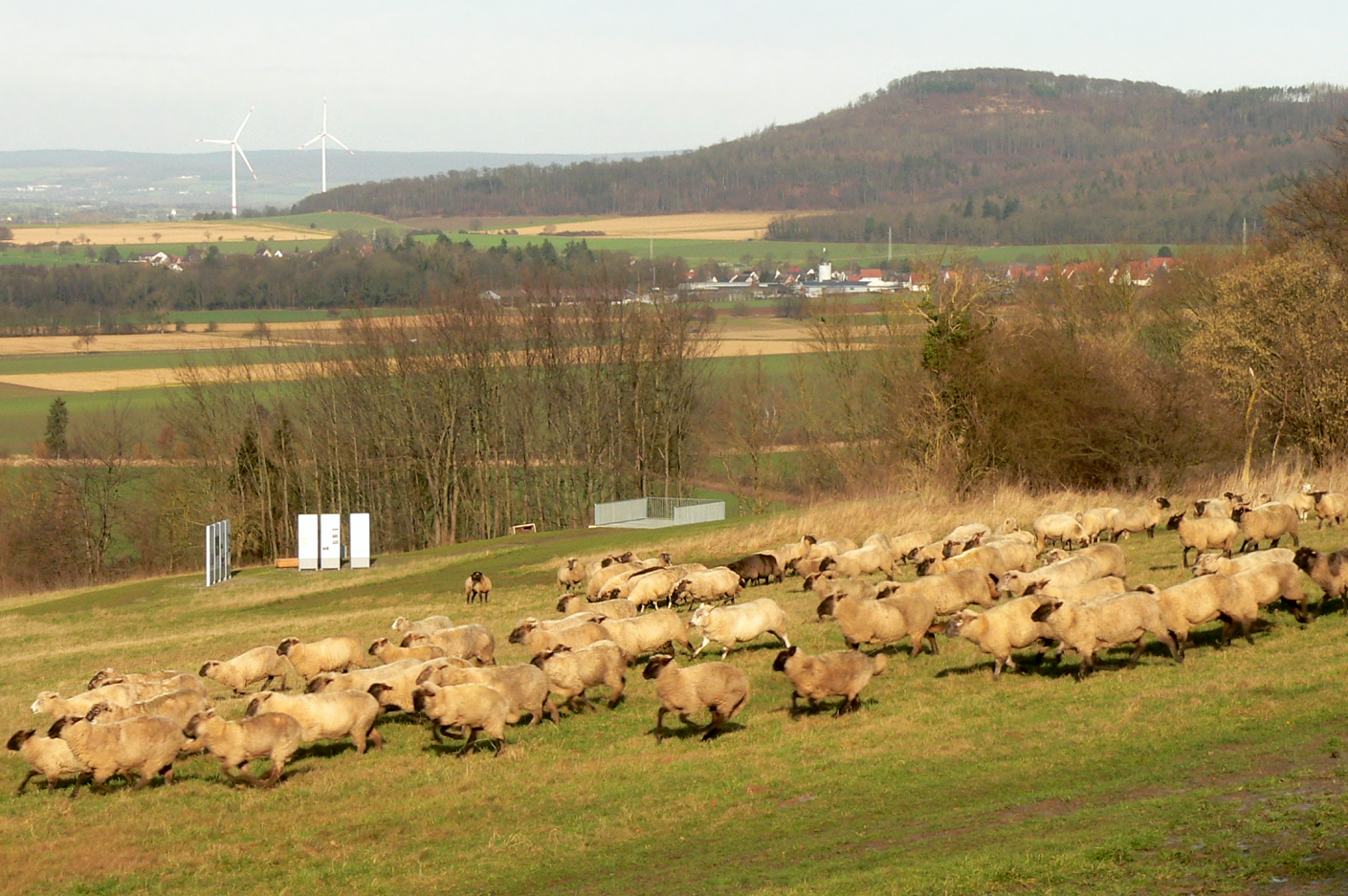
Informationsinsel und Aussichtspodest an steiler Geländekante, im Vordergrund das Gelände beweidende Schafe

## Entstehung
Das Gelände der Reichserntedankfeste blieb seit der letzten Veranstaltung im Jahr 1937 weitgehend ungenutzt und war kaum Veränderungen unterworfen. 2001 beantragte der Hamelner Historiker Bernhard Gelderblom, das Areal wegen seiner historischen Bedeutung unter Denkmalschutz stellen zu lassen. 2002 wies die Gemeinde Emmerthal das frühere Festgelände als Wohngebiet aus und plante, es bebauen zu lassen. 2011 erfolgte die Unterschutzstellung durch die Ausweisung als Kulturdenkmal. 2013 stand das Gelände im Mittelpunkt des Tags des offenen Denkmals in Niedersachsen. An dem Tag wurde in Hameln der 15-minütige Dokumentarfilm Der Bückeberg – ein unbequemes Denkmal uraufgeführt, den Studierende der Europa-Universität Viadrina im Juni 2013 vor Ort gedreht hatten. Noch 2013 kam es zu einem Workshop über den weiteren Umgang mit dem Gelände als historischer Ort von nationaler Bedeutung. Im Ergebnis vereinbarten die beteiligten Historiker, Denkmalpfleger, Gedenkstättenmitarbeiter, Landschaftsarchitekten und Vertreter der betroffenen Kommunen einen Masterplan für den Bückeberg. Er sollte als zentraler Ort der Aufklärung über den Nationalsozialismus etabliert werden. Das museale Konzept sah eine Vermittlung ohne Rekonstruktion von Anlagen und ohne die Schaffung eines Dokumentationszentrums am Ort vor.

### 2016
2016 führte der Verein für regionale Kultur- und Zeitgeschichte Hameln e. V. unter der Bezeichnung „Dokumentation Bückeberg“ ein zweijähriges Projekt zur Vorbereitung einer Dokumentationsstätte durch. Unter der Leitung des Hamelner Historikers Bernhard Gelderblom erarbeiteten zwei weitere Historiker in Abstimmung mit der Stiftung niedersächsische Gedenkstätten ein Dokumentations- und Bildungskonzept. Es umfasste die Erschließung des ehemaligen Festgeländes und dessen Infrastruktur, die Konzeptionierung einer Dauerausstellung, den Aufbau einer archivalischen Sammlung sowie die Auswahl eines geeigneten Ortes für eine Dokumentationstätte. Die Finanzierung des Projektes mit einem Etat von fast 140.000 Euro erfolgte unter anderem durch die Sparkasse Hameln-Weserbergland, die VGH-Stiftung und die Deister- und Weserzeitung. Geschichtslehrer aus dem Landkreis Hameln-Pyrmont wollten den Dokumentations- und Lernort Bückeberg als außerschulischen Lernort nutzen.
Nachdem im Jahr 2016 ein Gestaltungswettbewerb für einen Dokumentations- und Lernort am Bückeberg ausgeschrieben wurde, wählte eine Jury unter Vorsitz des damaligen Landrats Tjark Bartels 2017 den Entwurf eines „historisch-topografisches Informationssystem“ aus.

### 2018

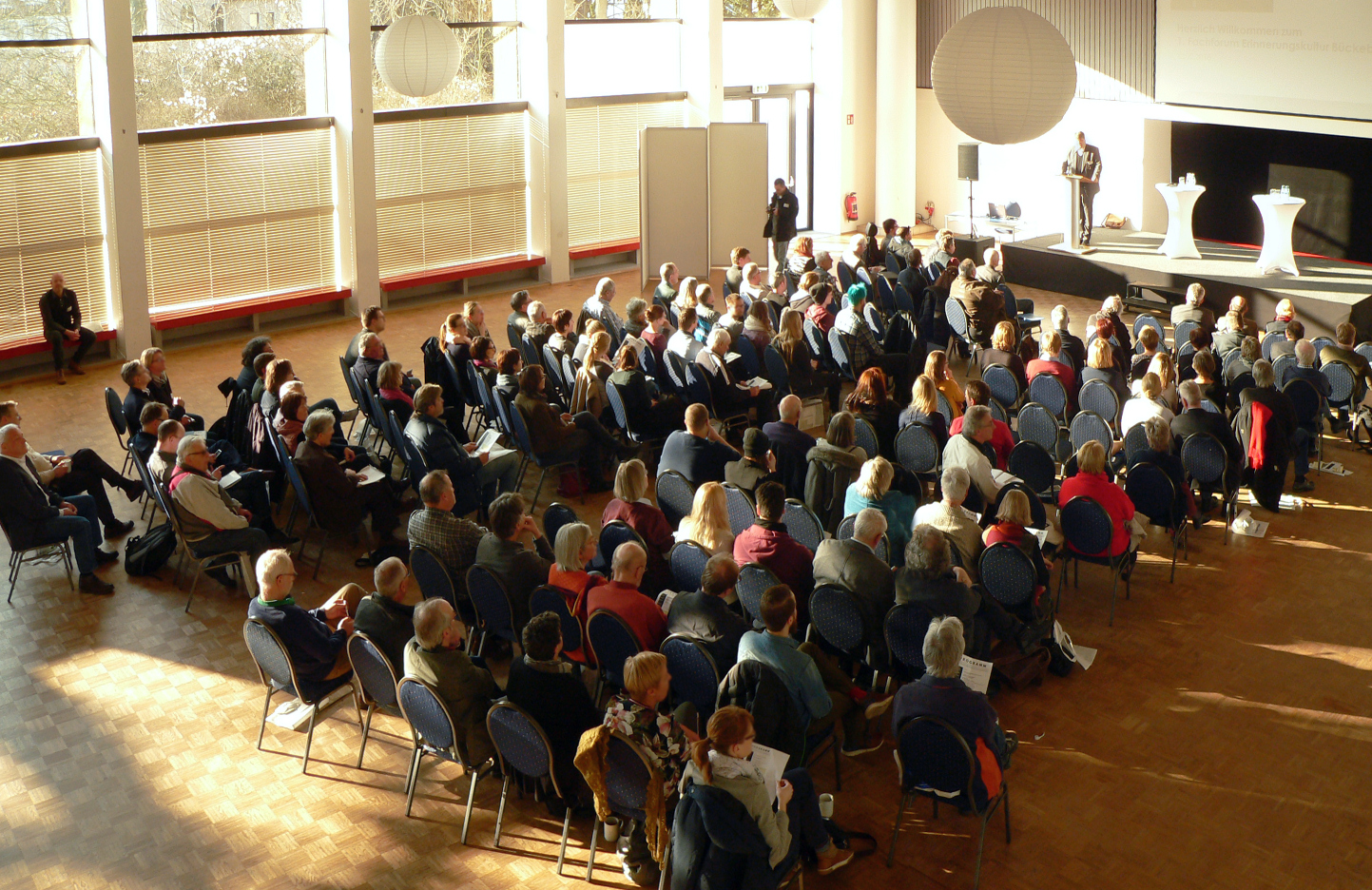
Fachforum in Hameln zur Erinnerungskultur zum Bückeberg, 2018

2018 führte der Landkreis Hameln-Pyrmont ein Fachforum zur Erinnerungskultur zum Bückeberg durch, an dem neben Bürgern auch Vertreter aus Politik, Bildung, Kultur und Verwaltung teilnahmen.
Die Entscheidung über die Realisierung des Dokumentations- und Lernortes traf der Kreistag des Landkreises Hameln-Pyrmont in einer Sitzung im März 2018. Danach wurde der ausgewählte Gestaltungsentwurf im Kreishaus in Hameln öffentlich präsentiert. Seine Umsetzung, die auch die Stiftung niedersächsische Gedenkstätten unterstützte, war ursprünglich ab dem Jahr 2018 vorgesehen.
Der Niedersächsische Landtag beriet am 19. April 2018 über die Errichtung eines Dokumentations- und Lernortes am Bückeberg in Emmerthal. Nach kontroverser Debatte stimmte er mehrheitlich einem Antrag der Fraktion Bündnis 90/Die Grünen zu, dass sich der Bund und das Land Niedersachsen finanziell an dem Projekt beteiligen mögen. Während die Fraktionen von SPD und FDP den Antrag der Grünen unterstützten, gab sich die Fraktion der CDU „distanziert bis ablehnend; die AfD polterte gegen das Geschichtsprojekt“. Die AfD-Fraktion im Landtag lehnte eine Gedenkstätte ab und befürwortete nach einer Besichtigung des Geländes im Juli 2018 zwei Informationstafeln als ausreichend.
Nach der Behandlung des Themas im Niedersächsischen Landtag besuchten verschiedene Landes- und Bundespolitiker von SPD, Bündnis 90/Die Grünen, FDP, AfD und CDU den Bückeberg, um sich vor Ort über den geplanten Dokumentations- und Lernort zu informieren.
Wegen der bundesweiten Bedeutung des Geländes der früheren Reichserntedankfeste befasste sich auf Antrag von SPD-Abgeordneten im Juni 2018 der Bundestag mit der finanziellen Förderung eines Dokumentations- und Lernortes am Bückeberg und stellte 725.000 Euro aus dem Bundeshaushalt zur Verfügung.

### 2021 und 2022

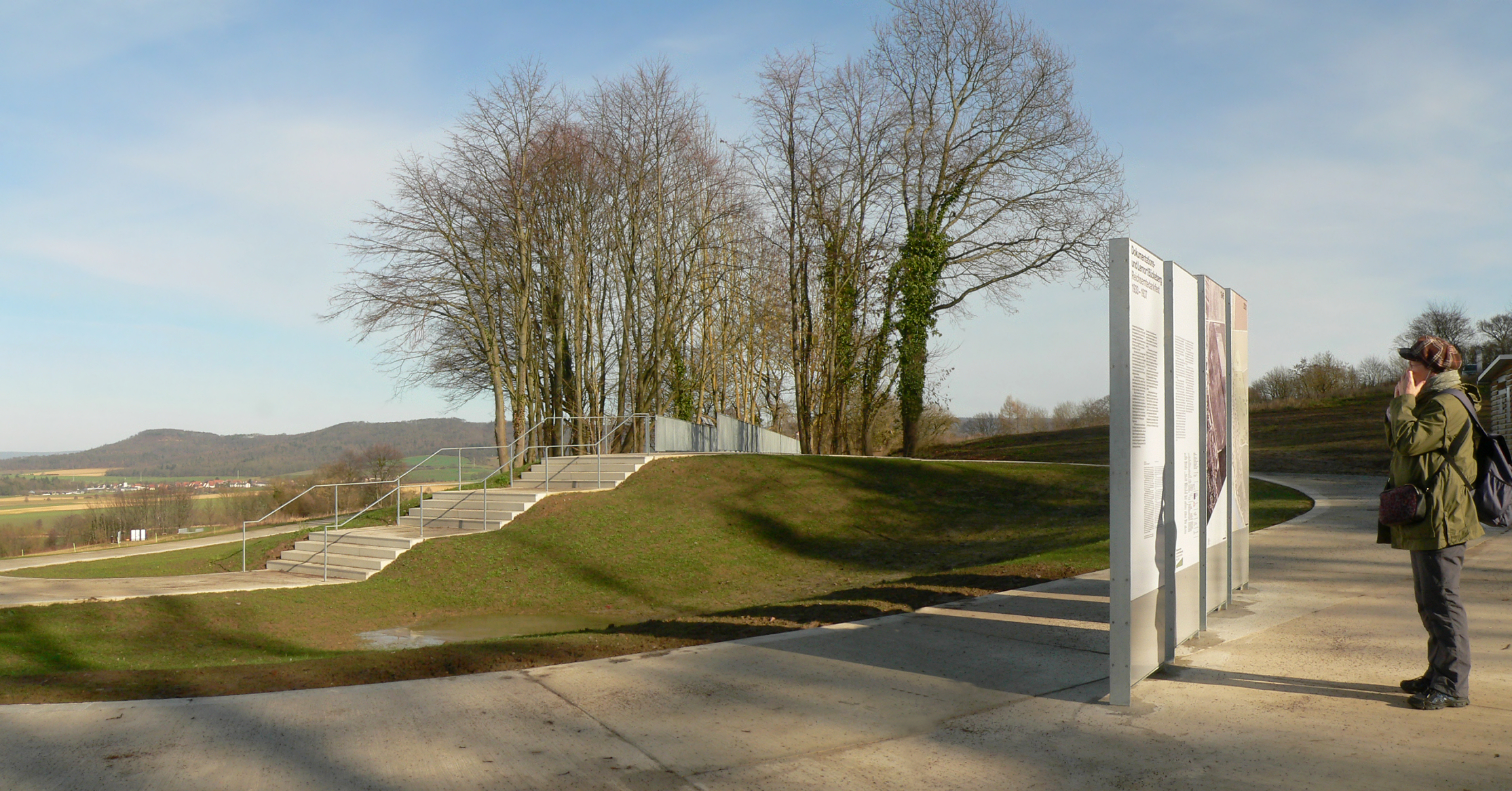
Informationstafeln und Besuchersteg auf der früheren Ehrentribüne, 2022

Da auch nach der Entscheidung zur Realisierung des Dokumentations- und Lernortes 2018 das Vorhaben innerhalb der Kommunalpolitik und in Teilen der Bevölkerung umstritten blieb, wurde ein vom damaligen Landrat Tjark Bartels als Kompromiss überarbeitetes Konzept 2021 umgesetzt. Danach wurde das Areal von der oberen Seite erschlossen, um Anwohner am Bückeberg weniger zu belasten und den Ort vor Anreiseverkehr zu schützen. Im oberen Bereich mit den ehemaligen Ehrentribünen sind Projekte, wie „Grünes Klassenzimmer“ und „Grundrechtepfad“, möglich. Dort wurde für Besucher eine Sanitäranlage errichtet.
Die Arbeiten zur Schaffung des Dokumentations- und Lernortes am Bückeberg begannen Anfang 2021. Bis dahin gab es kein Schild, das auf die frühere Nutzung des weitläufigen Geländes als Veranstaltungsort der Reichserntedankfeste hingewiesen hätte. Ende 2021 waren die Baumaßnahmen für den Dokumentations- und Lernort beendet und Besucher konnten ihn aufsuchen. Die offizielle Eröffnung erfolgte Mitte 2022.

### 2025
Der Dokumentations- und Lernort Bückeberg schloss sich 2025 einer neu gegründeten Arbeitsgemeinschaft von sieben Dokumentations- und Lernorten in Deutschland an.
Die Arbeitsgemeinschaft will den Dialog zum Umgang mit nationalsozialistischen Herrschafts- und Volksgemeinschaftsorten als Stätten der NS-Herrschaft fördern. Ihr gehören die Dokumentation Obersalzberg, die NS-Ordensburg Vogelsang, die „Kraft durch Freude“-Anlage Prora, die Erinnerungs- und Gedenkstätte Wewelsburg, die Führerschule der Deutschen Ärzteschaft in Alt-Rehse und das Dokumentationszentrum Reichsparteitagsgelände in Nürnberg an.

## Auszeichnungen
2021 zeichnete die Wüstenrot Stiftung die Einrichtung in ihrem Wettbewerb Orte für Demokratie und Teilhabe mit einem ersten Preis aus.
Der Dokumentations- und Lernort Bückeberg wurde 2022 für den Niedersächsischen Staatspreis für Architektur nominiert und erhielt neben dem Preisträger und zwei weiteren Nominierungen eine Auszeichnung.

## Kosten
Die Kosten des Vorhabens wurden anfangs mit 450.000 Euro beziffert. Finanzmittel stellten der Landkreis Hameln-Pyrmont, die Stiftung niedersächsische Gedenkstätten, die Niedersächsische Bingo-Umweltstiftung und die Stiftung Niedersachsen zur Verfügung.
2018 standen zur Realisierung des Dokumentations- und Lernortes Gelder in Höhe von 1,457 Millionen Euro zur Verfügung. Die Kosten wurden mit rund 1,3 Millionen Euro kalkuliert. Durch einen geplanten Gebäudeumbau im Museum für Landtechnik und Landarbeit in Börry für eine ständige Ausstellung zu den Reichserntedankfesten erhöhten sich die Gesamtkosten für den Dokumentations- und Lernort auf rund 2 Millionen Euro.

## Kritik an der Einrichtung des Dokumentations- und Lernortes
Beim Bekanntwerden der Pläne zur Schaffung eines Dokumentations- und Lernortes 2017 äußerten Kreistagsabgeordnete des Landkreises Hameln-Pyrmont Kritik an der Höhe der Kosten, die der Landkreis zu tragen hätte. Sie fürchteten ein „finanzielles Desaster“ und plädierten für eine kostengünstigere Möglichkeit. Die Kreistagsabgeordneten forderten eine Finanzierung auf Bundesebene, da dem Gelände der Reichserntedankfeste eine nationale Bedeutung zugeschrieben wurde.
2017 wurden der Bevölkerung die Planungen für einen Dokumentations- und Lernort in einer Bürgerversammlung vorgestellt, die der Landkreis Hameln-Pyrmont und die Gemeinde Emmerthal durchführten. Das Dokumentationsstättenkonzept stieß vor allem in Emmerthal auf Kritik, was unter anderem mit zu hohen Kosten begründet wurde. Auch befürchteten die Bürger eine Stigmatisierung des Dorfes Hagenohsen, da anfangs am Standort der früheren Rednertribüne die Aufstellung eines vier Meter hohen und 15 Meter langen Schildes mit der Aufschrift „Propaganda“ vorgesehen war. Nach Auffassung der Kritiker hätte das Aufstellen von je einer Infotafel am oberen und unteren Rand des Geländes ausgereicht; zusätzlich hätte es durch ein Internetangebot per Smartphone virtuell erkundet werden können. Einige Bürger riefen eine „Initiative Bückeberg“ ins Leben und führten eine Unterschriftenaktion gegen eine Umsetzung des geplanten Vorhabens am Bückeberg durch. 2018 hatten rund 2000 der fast 10.000 Einwohner von Emmerthal eine Unterschriftenliste gegen die Einrichtung eines Dokumentations- und Lernortes unterzeichnet. Da sich der Widerstand gegen einen künftigen Lern- und Erinnerungsort auf dem Bückeberg 2018 erheblich verstärkt hatte, beschloss der Gemeinderat Emmerthal eine Bürgerbefragung vorzunehmen. Sie hätte etwa 10.000 Euro gekostet und wäre nicht bindend gewesen. Später entschied der Rat der Gemeinde Emmerthal, die Bürgerbefragung nicht durchzuführen. Bis kurz vor Eröffnung des Dokumentations- und Lernortes Bückeberg war die Einrichtung in der Bevölkerung vor Ort umstritten. Die ursprüngliche Befürchtung, dass das zum Dokumentationsort aufgewertete Gelände Rechtsextremisten anziehen könnte, trat nicht ein.